# George Kenney

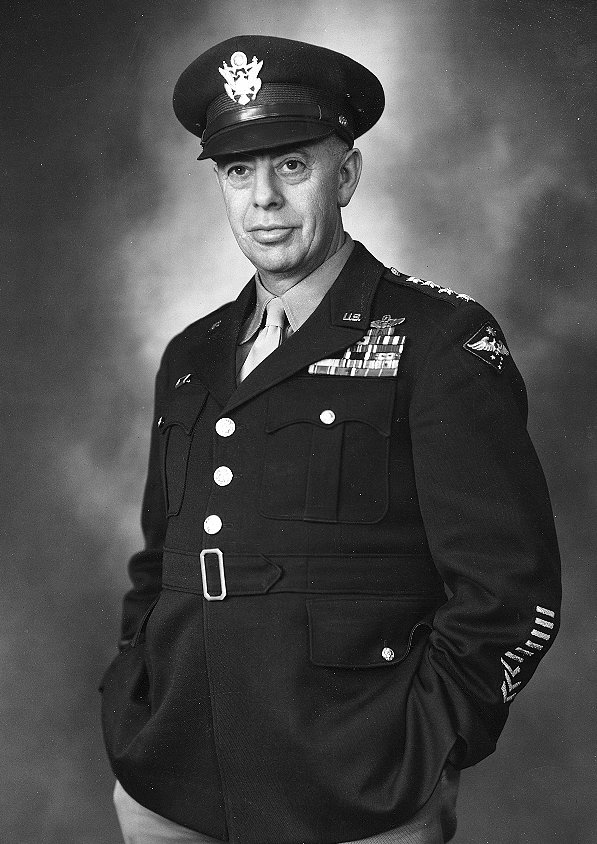
George Kenney

George Kenney (* 6. August 1889 in Yarmouth, Nova Scotia, Kanada; † 9. August 1977 in Bay Harbor Islands, Florida) war ein US-amerikanischer General der US-Luftstreitkräfte während des Zweiten Weltkriegs. 

## Biografie

### 1917 bis 1941
Kenney war der älteste Sohn eines Zimmermanns und wuchs mit drei Geschwistern in Brookline, Massachusetts auf. Er absolvierte die Brookline High School und wurde 1917 Kadett bei der Luftfahrtabteilung des United States Army Signal Corps. Er kämpfte als Jagdflieger und Leutnant im Ersten Weltkrieg an der Westfront.
1920 diente er als temporärer Captain (Hauptmann) in Camp Knox, Kentucky und besuchte danach eine Air Service Engineering School.

1926 absolvierte er die Air Corps Tactical School und wurde dort später Ausbilder. 1932 studierte er am Army War College in Washington und wurde 1935 temporärer Oberstleutnant. Ab 1939 war er Leiter der Abteilung Produktionstechnik in Wright Field, Ohio und Anfang 1940 als Oberstleutnant stellvertretender Militärattaché in Frankreich, wo er wichtige Beobachtungen und Erkenntnisse bei den Luftoperationen des beginnenden Zweiten Weltkriegs hatte.

1941 wurde er als Brigadegeneral Kommandeur der Air Corps Experimental Depot and Engineering School des Wright Fields.

### Die USA im Krieg

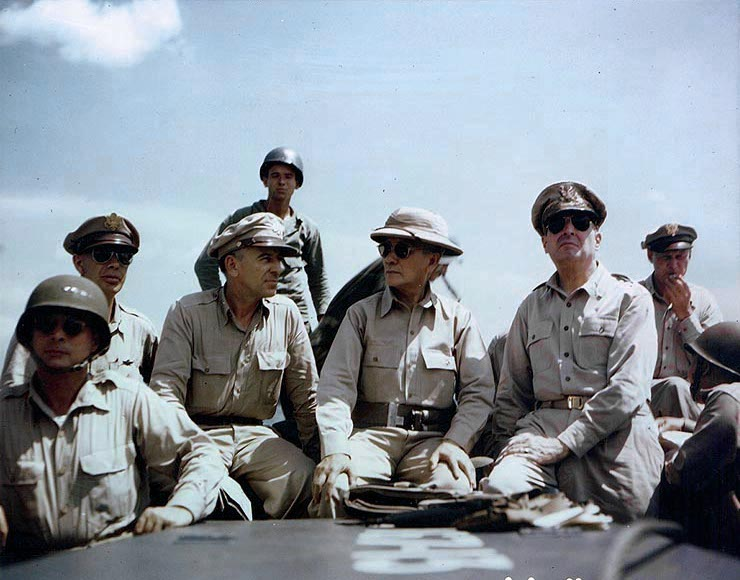
1944 Schlacht um Leyte: von links die Generale Kenney, Richard K. Sutherland, philippinischer Präsident Sergio Osmeña, General Douglas MacArthur

Als Generalmajor wurde Kenney im März 1942 in San Francisco Kommandeur der Luftverteidigungs- und Ausbildungsorganisation der Luftwaffe. Ab Juli 1942 war er Befehlshaber der alliierten Luftstreitkräfte im Südwestpazifik unter General Douglas MacArthur. Es gelangen ihm entscheidende personelle, materielle, taktische und strategische Veränderungen durchzusetzen und so die Luftkontrolle im Pazifik zu erweitern. Er wurde im Oktober 1942 zum Generalleutnant befördert. Im Juni 1944 wurde er Kommandeur der Far East Air Forces (FEAF) mit sechs Luftflotten (1.-, 2.- 3.-, 5.-, 7.- und 13. US-Luftflotte). Im März 1945 wurde er zum General befördert.

### Nach dem Krieg
Von April 1946 bis Oktober 1948 war Kenney in der US Army Air Forces Kommandeur des neu gebildeten Strategic Air Command (SAC) (Strategisches Luftkommando) mit anfänglich 84.000 Mann und 1300 Flugzeugen. Politische Differenzen führten zu seiner Ablösung. Bis 1951 war er Präsident der Air University at Maxwell  der Luftwaffe in Alabama.
Er war seit 1923 verheiratet und hatte zwei Kinder. Nach seiner Pensionierung lebte er in Bay Harbor Islands, Florida. Beerdigt wurde er auf dem Arlington National Cemetery in Virginia.

## Ehrungen (Auswahl)
- Silver Star (1918)
- Purple Heart
- Distinguished Service Cross (1918)
- Order of the British Empire